# La Rochette (Hautes-Alpes)
Pour les articles homonymes, voir La Rochette.
La Rochette est une commune française située dans le département des Hautes-Alpes, en région Provence-Alpes-Côte d'Azur.

## Géographie

### Climat
Pour des articles plus généraux, voir Climat de Provence-Alpes-Côte d'Azur et Climat des Hautes-Alpes.
En 2010, le climat de la commune est de type climat des marges montargnardes, selon une étude du Centre national de la recherche scientifique s'appuyant sur une série de données couvrant la période 1971-2000. En 2020, Météo-France publie une typologie des climats de la France métropolitaine dans laquelle la commune est exposée à un climat de montagne ou de marges de montagne et est dans la région climatique Alpes du sud, caractérisée par une pluviométrie annuelle de 850 à 1 000 mm, minimale en été.
Pour la période 1971-2000, la température annuelle moyenne est de 7,9 °C, avec une amplitude thermique annuelle de 16,7 °C. Le cumul annuel moyen de précipitations est de 1 113 mm, avec 8,2 jours de précipitations en janvier et 6,4 jours en juillet. Pour la période 1991-2020, la température moyenne annuelle observée sur la station météorologique de Météo-France la plus proche, « Gap », sur la commune de Gap à 7 km à vol d'oiseau, est de 11,5 °C et le cumul annuel moyen de précipitations est de 863,3 mm. 
La température maximale relevée sur cette station est de 38,2 °C, atteinte le 23 août 2023 ; la température minimale est de −15,3 °C, atteinte le 5 février 2012,,.
Les paramètres climatiques de la commune ont été estimés pour le milieu du siècle (2041-2070) selon différents scénarios d'émission de gaz à effet de serre à partir des nouvelles projections climatiques de référence DRIAS-2020. Ils sont consultables sur un site dédié publié par Météo-France en novembre 2022.

## Urbanisme

### Typologie
Au 1er janvier 2024, La Rochette est catégorisée commune rurale à habitat dispersé, selon la nouvelle grille communale de densité à 7 niveaux définie par l'Insee en 2022.
Elle appartient à l'unité urbaine de Gap, une agglomération intra-départementale dont elle est une commune de la banlieue,. Par ailleurs la commune fait partie de l'aire d'attraction de Gap, dont elle est une commune de la couronne,. Cette aire, qui regroupe 73 communes, est catégorisée dans les aires de 50 000 à moins de 200 000 habitants,.

### Occupation des sols
L'occupation des sols de la commune, telle qu'elle ressort de la base de données européenne d’occupation biophysique des sols Corine Land Cover (CLC), est marquée par l'importance des territoires agricoles (59,6 % en 2018), en diminution par rapport à 1990 (60,9 %). La répartition détaillée en 2018 est la suivante : 
terres arables (36,5 %), milieux à végétation arbustive et/ou herbacée (21,4 %), zones agricoles hétérogènes (17,1 %), forêts (12,3 %), prairies (6 %), espaces ouverts, sans ou avec peu de végétation (5,6 %), zones urbanisées (1,1 %).
L'évolution de l’occupation des sols de la commune et de ses infrastructures peut être observée sur les différentes représentations cartographiques du territoire : la carte de Cassini (XVIIIe siècle), la carte d'état-major (1820-1866) et les cartes ou photos aériennes de l'IGN pour la période actuelle (1950 à aujourd'hui).

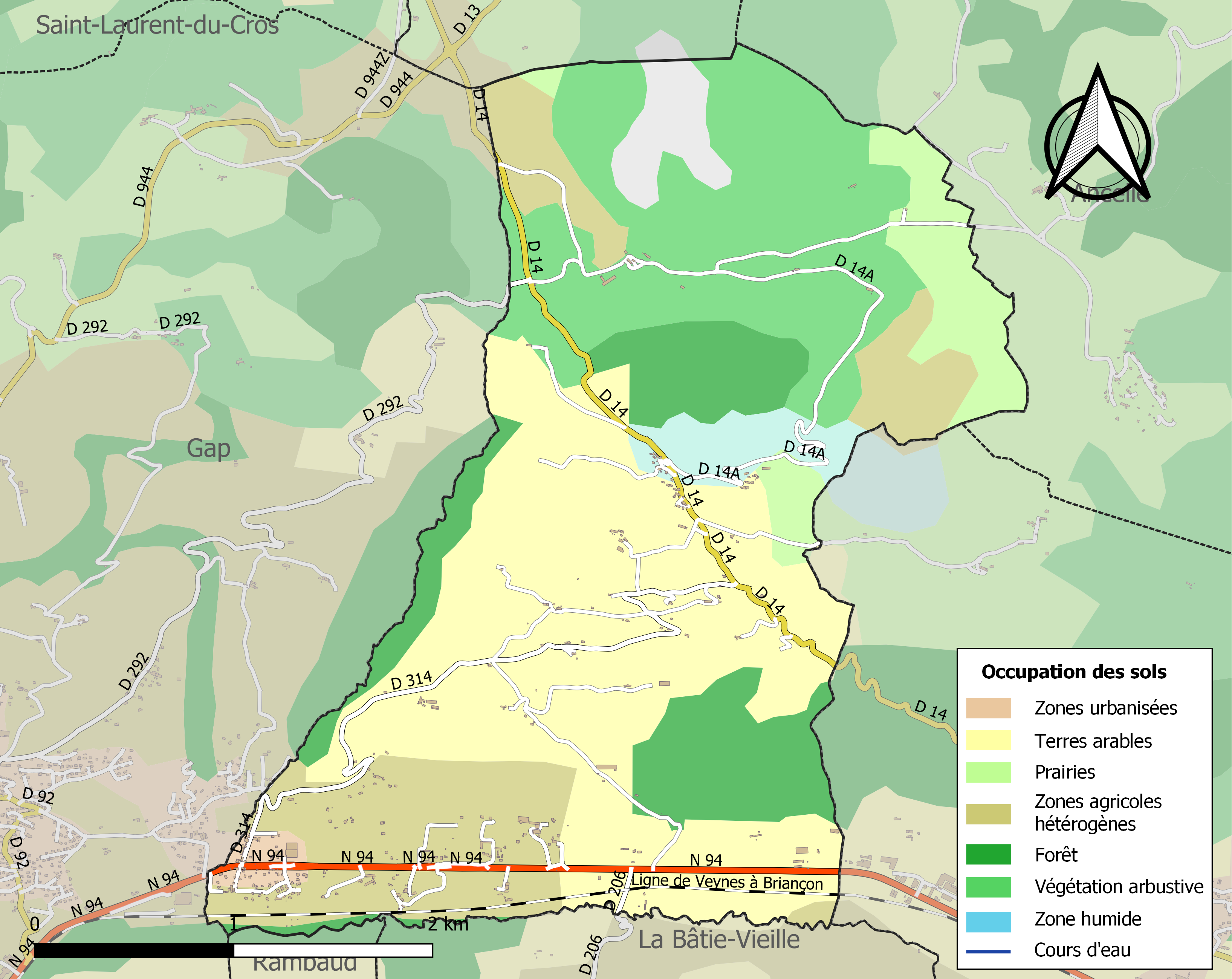
Carte de l'occupation des sols de la commune en 2018 (CLC).

## Toponymie
Le nom de la localité est signalé sous la forme Rocheta au XIIe siècle, en 1307 et en 1352. Le chapitre de l'évêché nous fait redécouvrir ce toponyme en 1377, en 1409 et en 1450 sous la même forme, Rupetta (Roche) en 1513.
Le nom du village, tel qu’il apparaît au XIIe siècle (Rocheta) est tiré du nord-provençal Roucheto, qui désigne une « petite fortification », « petite ruche, petit fort » selon Ernest Nègre.
La Rochetta en vivaro-alpin.

## Politique et administration

### Intercommunalité
La Rochette fait partie :
- de 2000 à 2017, de la communauté de communes de la vallée de l'Avance ;
- à partir du 1er janvier 2017, de la communauté de communes Serre-Ponçon Val d'Avance[16].

### Liste des maires successifs
| Nom                  | Période | Période  | Parti | Qualité                            |
| -------------------- | ------- | -------- | ----- | ---------------------------------- |
| Martial Eynaud       | 1959    | 1983     | SE    | Agriculteur                        |
| Georges Drevet       | 1983    | 1989     | SE    | Retraité                           |
| Émile Guillaume      | 1989    | 2008     | SE    | Agriculteur                        |
| Jean Bernard-Reymond | 2008    | 2014     | SE    | Retraité d'Électricité de France   |
| Rose-Marie Jousselme | 2014    | 2020     | SE    | Retraitée de l'éducation nationale |
| Marlène Durif        | 2020    | en cours | SE    | Agricultrice                       |

## Démographie

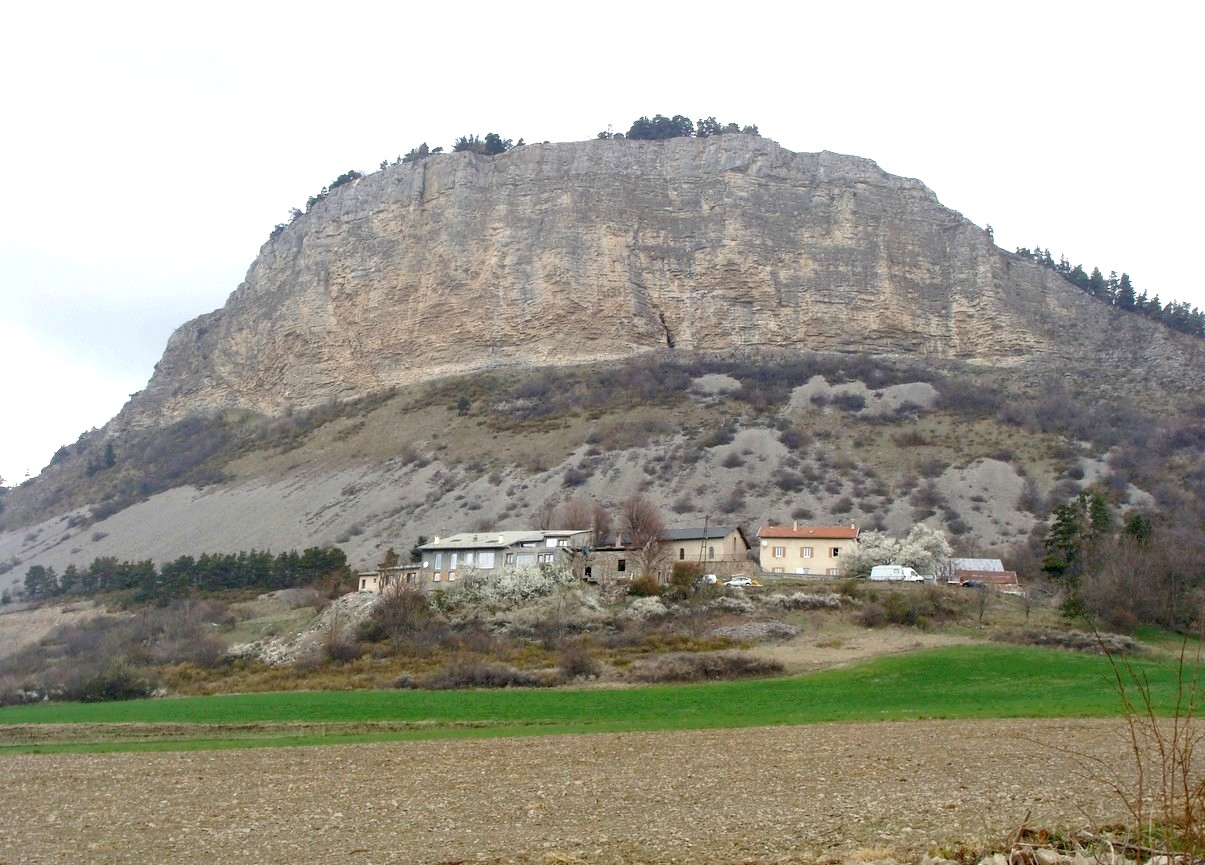
Le chapeau de Napoléon dominant le quartier de l'Église.

L'évolution du nombre d'habitants est connue à travers les recensements de la population effectués dans la commune depuis 1793. Pour les communes de moins de 10 000 habitants, une enquête de recensement portant sur toute la population est réalisée tous les cinq ans, les populations de référence des années intermédiaires étant quant à elles estimées par interpolation ou extrapolation. Pour la commune, le premier recensement exhaustif entrant dans le cadre du nouveau dispositif a été réalisé en 2007.

En 2022, la commune comptait 473 habitants, en évolution de +0,85 % par rapport à 2016 (Hautes-Alpes : +0,4 %, France hors Mayotte : +2,11 %).
| 1793 | 1800 | 1806 | 1821 | 1831 | 1836 | 1841 | 1846 | 1851 |
| ---- | ---- | ---- | ---- | ---- | ---- | ---- | ---- | ---- |
| 255  | 274  | 252  | 268  | 312  | 322  | 327  | 343  | 332  |

| 1856 | 1861 | 1866 | 1872 | 1876 | 1881 | 1886 | 1891 | 1896 |
| ---- | ---- | ---- | ---- | ---- | ---- | ---- | ---- | ---- |
| 304  | 290  | 300  | 248  | 276  | 382  | 302  | 267  | 271  |

| 1901 | 1906 | 1911 | 1921 | 1926 | 1931 | 1936 | 1946 | 1954 |
| ---- | ---- | ---- | ---- | ---- | ---- | ---- | ---- | ---- |
| 260  | 274  | 280  | 261  | 265  | 256  | 267  | 256  | 233  |

| 1962 | 1968 | 1975 | 1982 | 1990 | 1999 | 2006 | 2007 | 2012 |
| ---- | ---- | ---- | ---- | ---- | ---- | ---- | ---- | ---- |
| 276  | 282  | 314  | 368  | 397  | 375  | 375  | 375  | 468  |

| 2017 | 2022 | - | - | - | - | - | - | - |
| ---- | ---- | - | - | - | - | - | - | - |
| 466  | 473  | - | - | - | - | - | - | - |

## Lieux et monuments
- Le village est surplombé par la falaise dite  Chapeau de Napoléon, nom dû à sa forme caractéristique. Du sommet, facilement accessible à pied par le nord, la vue est étendue sur le bassin de Gap, la vallée de l'Avance et les montagnes environnantes.
- Tout au nord de la commune, le puy de Manse est une butte sédimentaire d'origine glaciaire, de forme conique presque parfaite.
- Église Saint-Jean-Baptiste de La Rochette.

## Personnalités liées à la commune
- Joseba Beloki: le coureur cycliste espagnol a connu une très lourde chute dans la descente de la côte de la Rochette, le 14 juillet 2003, lors du Tour de France.

## Héraldique
| Blason de Rochette (La) | Blason  | Coupé, le trait du coupé formant la silhouette de la falaise du lieu-dit Le Chapeau de Napoléon : au 1er d'azur à la tour d'argent maçonnée de sable à dextre et au griffon d'argent becqué et membré de gueules à senestre, au 2e d'or au dauphin d'azur, barbé, crêté, lorré et peautré de gueules. |
| Blason de Rochette (La) | Détails | Le statut officiel du blason reste à déterminer. |